# Kościół Przenajświętszej Trójcy w Czarnym Dunajcu
Kościół Przenajświętszej Trójcy – rzymskokatolicki kościół parafialny należący do dekanatu Czarny Dunajec archidiecezji krakowskiej.
Pierwszy kościół w Czarnym Dunajcu był drewniany. Jak pisał w 1860 r. Eugeniusz Janota w swym „Przewodniku na Babią Górę, do Tatr i Pienin” fundowali go ...Zofija z Bohusławic Pieniążkowa wraz z mężem Janem Pieniążkiem, podczaszym krakowskim, starostą nowotarskim i posłem na sejm 1589, Tomasz Miętus, sołtys tameczny, i pierwszy pleban tameczny Szymon Bukowiński. Fundacyją zatwierdził Zygmunt III 1605 r. Po spaleniu kościoła drewnianego w 1787 r. wybudowano nowy, już murowany. W 1818 r. runęło jego sklepienie. Odbudowana świątynia spłonęła jednak nocą z 22 na 23 kwietnia 1857 r. wraz z większą częścią wsi.
Obecna świątynia, wybudowana w latach 1863-1865, reprezentuje architekturę józefińską. Została wpisana do gminnej ewidencji zabytków. Budowla jest murowana i pokryta jest blachą. Zachowana jest w dobrym stanie.
W 1890 roku na zlecenie proboszcza, ks. Leopolda Brosiga, artysta malarz Antoni Stopa ozdobił wnętrze świątyni polichromią. Odnowienia malatury i ołtarzy  podczas urzędowania księdza proboszcza Mieczysława Kozickiego dokonał artysta malarz W. Herczak w 1958.